# Helicopsyche helicifex
Helicopsyche helicifex är en nattsländeart som först beskrevs av Allen 1857.  Helicopsyche helicifex ingår i släktet Helicopsyche och familjen Helicopsychidae. Inga underarter finns listade i Catalogue of Life.